# 入間川御陣
入間川御陣（いるまがわごじん）とは、正平8年/文和2年（1353年）に鎌倉公方足利基氏が武蔵国入間郡入間川に設置した宿営地。入間川御所（いるまがわごしょ）とも呼ばれる。観応の擾乱後に上杉氏勢力に対抗するため、9年間にわたって鎌倉府がこの地に移されて、公方である基氏は「入間川殿」とも呼ばれた（薩埵山体制）。
薩埵山の戦いで弟の直義を破って関東を奪還した室町幕府初代将軍足利尊氏は、直義方であった関東執事（後の関東管領）上杉憲顕を追放して畠山国清を後任に任命し、憲顕が守護を務めた上野・越後は下野の宇都宮氏綱に与えられた。この時期の鎌倉府の体制を学術上において「薩埵山体制」とも称する。氏綱は重臣芳賀禅可一族を守護代として派遣していたが、両国は上杉憲顕が上野を根拠とする南朝方の有力勢力である新田氏を制圧する過程で勢力を築いており、上杉氏や新田氏の支持者が新守護の宇都宮氏に反抗する可能性が高かった。そのため、畠山国清は基氏を奉じて入間川と鎌倉街道の交点近くに鎌倉府の機能を移転させ、北関東の平定にあたろうとしたのである。
ところが尊氏の死後、鎌倉府の長として成長した基氏は上杉憲顕の復権を画策して、国清・氏綱らと対立する。結果、正平16年/康安元年（1361年）に南朝討伐のための上洛軍失敗の責任を取らせる名目で国清を更迭、これに激怒した国清は翌正平17年/貞治元年（1362年）に領国の伊豆で反乱を起こした。基氏はこれを討つ名目で入間川を離れて伊豆に向かい国清を降伏させ、その後は鎌倉に戻って入間川に再び入ることはなかった。更に同年には宇都宮氏綱の越後守護職が更迭されて、憲顕が復帰して程なく鎌倉に呼び戻された。そのため、「上杉氏に対抗する」という入間川御陣設置の意義が喪失したため、そのまま廃絶されたと考えられている。同時に国清らを中心とした薩埵山体制も終焉を迎えることとなった。
なお、入間川御陣の正確な所在地は不明であるが、現在の埼玉県狭山市入間川にある徳林寺の旧境内（狭山市入間川2丁目19番地北方）付近から狭山八幡神社付近など数箇所が候補に挙げられている。